# Hot Summer (canção de Monrose)
Hot Summer é uma canção de dance-pop escrita e co-produzida pelos compositores dinamarqueses Remee e Thomas Troelsen para o grupo pop alemão Monrose para o seu segundo álbum de estúdio, Strictly Physical.
Lançada como single em 29 de junho de 2007 , "Hot Summer" se tornou o segundo hit número da banda, atingindo o topo das paradas na Áustria, Alemanha e Suíça. A canção foi uma das músicas mais vendidas do ano nas lojas de música online alemã, e, além disso, recebeu o sucesso do grupo na Finlândia, Holanda e Eslovénia, onde serviu como estreia musical da banda.

## Composição e gravação
"Hot Summer" foi uma das primeiras colaborações dos produtores Remee e Thomas Troelsen nos estúdios de gravação Delta Lab White em Copenhaga, Dinamarca no outono de 2006. A canção foi selecionada de um total de trezentas músicas como single do álbum, por unanimidade, com o objetivo de romper com o estereótipo de balada associado ao grupo. A banda descreveu a como uma "boa música de humor" perfeito: "A música é legal e sexy e vai direto para suas pernas, [é] a nossa contribuição para grandes festas de verão", disse a integrante do grupo Monrose Senna Guemmour em entrevista ao site oficial da banda. Ela também disse que elementos dos anos 1980 e house music foram incorporados na gravação. Mandy Capristo chamou a canção de "promessa": "Ela levanta instantaneamente o seu espírito, não importa se você está sentado em seu carro, dançando no chão ou comendo sorvete".
Em 24 de maio de 2007, a banda estreou oficialmente a canção durante o final da temporada do Germany's Next Topmodel. Oficialmente lançada em 29 de junho de 2007, tanto o CD quanto o single digital contém remixes por Tai Jason, Beathoavens e Patrick Flo Macheck da equipe de produção Mozart & Friends.

## Vídeo musical
O vídeo musical de "Hot Summer" foi dirigido por Bernard Wedig em 18 de junho de 2007, em Berlim, Alemanha. Estreou em 26 de junho de 2007, no site oficial da banda, e teve sua primeira exibição oficial na rede de televisão VIVA no show VIVA Live em 28 de junho de 2007.
O vídeo não tem um enredo substancial, a banda é mostrada principalmente dançando na frente do fundo branco, preto, azul e vermelho, entrecortada por várias sequências de três bailarinos. O trabalho de câmera é agitado. No meio do vídeo as barras pretas que aparecem em uma 4:3 de televisão na parte superior e inferior da tela são exibidos como imagens de vídeo. Os membros do grupo são capazes de interagir com estas barras e escalar fora da tela. A versão usada no vídeo é diferente da versão do álbum com uma introdução e mais uma ponte estendida com letras adicionais. Fontes da mídia comparão com comercial de 2006 da Dolce & Gabbana, "Dancefloor".

## Formatos e lista de faixas
| 1. "Hot Summer" (radio edit)" - 3:28 2. "Hot Summer" (Tai Jason remix)" - 3:38 3. "Hot Summer" (Beathoavenz club remix)" - 3:42 4. "Hot Summer" (Mozart & Friends PFM house mix)" - 3:58 5. "Hot Summer" (Nachtwandler Club Remix)" - 4:05 (hidden track) 6. "Scream" - 3:10 | 1. "Hot Summer" (Radio edit)" - 3:28 2. "Hot Summer" (Beathoavenz club remix)" - 3:42 |

## Desempenho nas paradas
| Gráfico (2007)            | Melhores posições |
| ------------------------- | ----------------- |
| Ö3 Austria Top 40         | 1                 |
| Czech IFPI Airplay Chart  | 32                |
| Dutch Mega Single Top 100 | 68                |
| European Hot 100 Singles  | 6                 |
| Finnish Singles Chart     | 19                |
| German Singles Chart      | 1                 |
| German Dance Chart        | 8                 |
| Slovenian Airplay Chart   | 3                 |
| Swiss Singles Chart       | 1                 |

| Ano  | Gráfico                | Posição |
| ---- | ---------------------- | ------- |
| 2007 | Austrias Singles Chart | #9      |
| 2007 | German Singles Chart   | #15     |
| 2007 | Swiss Singles Chart    | #16     |